# Adalbert von Minden
Adalbert (auch Adelbertus, Odolbartus oder Walbertus) († nach 6. Februar 905) war von 902 bis zum 6. Februar 905 Bischof von Minden.
In seine Zeit als Bischof fallen die Ungarneinfälle. Es wird berichtet, dass die Magyaren in jener Zeit bis nach Bremen drangen und daher wohl ins Bistum Minden einfielen.